# القرن الحادي عشر في العلوم

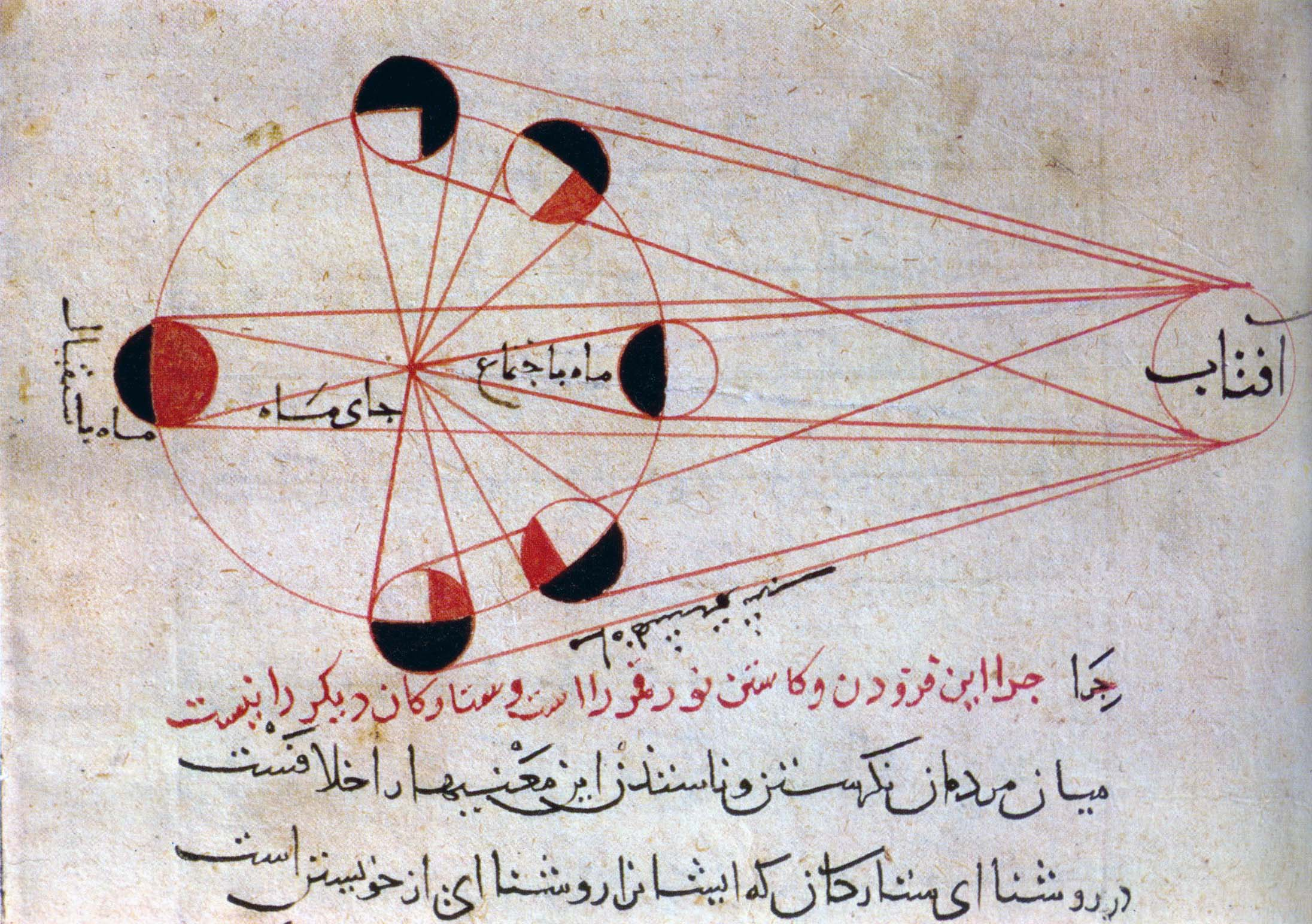
صورة توضيحية لأبو الريحان البيروني للأطوار المختلفة للقمر، من كتاب التفهيم بالفارسية

تستعرض هذه القائمة ملخص القرن 11 في العلوم والتقانة.
يعد أبو الريحان البيروني واحدًا من أعظم علماء القرن الحادي عشر، فكان ضليعًا في الفيزياء والرياضيات وعلم الفلك والعلوم الطبيعية، كما رسّخ نفسه كمؤرخ وعالم تسلسل زمني وعالم لغويات. كرّس البيروني 95 كتاب من كتبه التي بلغ عددها 146 لعلم الفلك والرياضيات والمواضيع المتعلقة مثل الجغرافيا الرياضية.

## البصريات

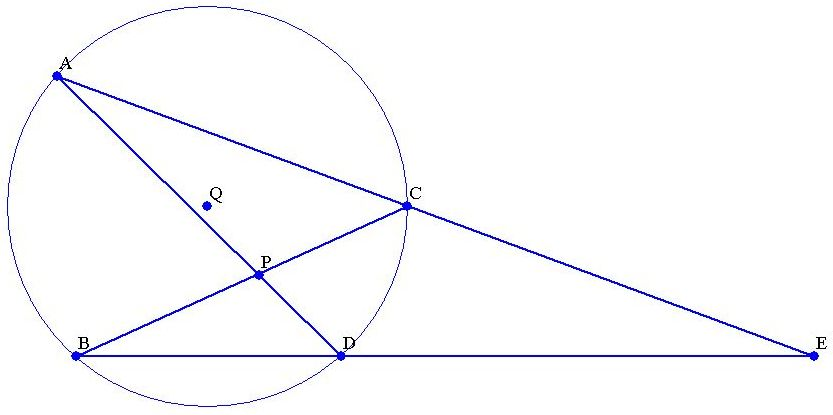
نظرية ابن الهيثم

- كتب ابن الهيثم كتاب «المناظر»، وهو كتاب يناقش نظرية الرؤية ووظائف العين والفيزياء التقليدية للبصريات.

## الجغرافيا
- كتب أبو عبيد الله البكري عن أوروبا وشمال أفريقيا وشبه الجزيرة العربية. نجى له كتابان فقط من أعماله وقد احتوى كتابه «معجم ما استعجم» على قائمة بأسماء الأماكن، أغلبها في شبه الجزيرة العربية، مع إعطاء مقدمة عن الخلفية الجغرافية.[4][5]
- كتبت موسوعة «قانون مسعودي»، وهي موسوعة ضخمة في الفلك والجغرافيا والهندسة، سميت نسبة لمسعود ابن محمود الغزنوي، حيث أهداها البيروني له.[6]
- ادعى ليف إريكسون أنه قد وصل لثلاث مناطق بها يابسة في أمريكا الشمالية، واحدة منهم أسماها فينلاند، وتعنى أرض النبيذ.[7]

## الحرب
- أول كتيب صيني عن الحرب، يضم أول وصف للبارود.[8]

## الطباعة
- ظهر مبدأ نوع الطباعة المتحركة لأول مرة في الصين، باستخدام الطين المحروق، إلا أنها لم تبدي فعاليتها.[9]

## الفلك
- ألف البيروني كتبه: التفهيم لأوائل صناعة التنجيم في تعاليم فن التنجيم، وكتاب الآثار الباقية عن القرون الخالية، وفيه قارن بين تقويمات الحضارات والثقافات المختلفة، مع تزويدها بالمعلومات الرياضية والفلكية والتاريخية.[10] كما ألف أيضًا التفهيم لصناعة التنجيم وهو كتاب بنظام سؤال وإجابة في الرياضيات والفضاء بالعربية والفارسية.
- لاحظ علماء الفلك في الصين واليابان انفجار مستعر أعظم يمكن ملاحظتها حتى الآن كسديم سرطان.[11]
- كتبت موسوعة «قانون مسعودي»، وهي موسوعة ضخمة في الفلك والجغرافيا والهندسة، سميت نسبة لمسعود ابن محمود الغزنوي، حيث أهداها البيروني له.[6]

## الرياضيات
- ألف البيروني كتابيه الآثار الباقية عن القرون الخالية، وفيه قارن بين تقويمات الحضارات والثقافات المختلفة، مع تزويدها بالمعلومات الرياضية والفلكية والتاريخية،[10] والتفهيم لصناعة التنجيم وهو كتاب بنظام سؤال وإجابة في الرياضيات والفضاء بالعربية والفارسية.

## الهندسة
كتبت موسوعة «قانون مسعودي»، وهي موسوعة ضخمة في الفلك والجغرافيا والهندسة، سميت نسبة لمسعود ابن محمود الغزنوي، حيث أهداها البيروني له.

## الجراحة
- كتب الزهراوي أول دليل مصور عن الجراحة في قرطبة.[12]

## أخرى
- صمم الراهب البوذي سو سونغ في الصين برج ساعة يعمل من خلال ناعورة مياه.[13]